# Mońki (gmina)
Mońki – gmina miejsko-wiejska w województwie podlaskim, w powiecie monieckim. W latach 1975–1998 gmina położona była w województwie białostockim.
Siedziba gminy to Mońki.
Według danych z 30 czerwca 2004 gminę zamieszkiwało 15 756 osób.

## Położenie i struktura powierzchni
Gmina położona jest na Wysoczyźnie Białostockiej (lub Goniądzkiej) we wschodniej Nizinie Podlaskiej i w centralnej części powiatu monieckiego.
Według danych z roku 2002 gmina Mońki ma obszar 161,56 km², w tym:
- użytki rolne: 79%
- użytki leśne: 13%

Gmina stanowi 11,69% powierzchni powiatu.

## Historia
Ślady wczesnego osadnictwa na terenie obecnej gminy Mońki wiążą się z tzw. Pisarową Górą w pobliżu wsi Krzeczkowo, gdzie prowadzone były badania archeologiczne.
Znajdowały się tu trzy folwarki – Waśki, Hornostaje i Krzeczkowo. Mimo zniszczenia większości zabudowań, wciąż istnieją ślady świadczące o ich istnieniu. W XIX wieku na terenie obecnej gminy zbudowano linię kolejową, a także stację w Mońkach. W Hornostajach zlokalizowano koszary 62 Suzdalskiego Pułku Piechoty, można znaleźć informacje o istnieniu linii kolejki wąskotorowej do Moniek.
Przed II wojną światową wieś Mońki znajdowała się w gminie Kalinówka w powiecie białostockim. W 1954 roku nastąpiła reforma administracyjna, w wyniku której zniesiono gminy na rzecz gromad (vide Boguszewo, Downary, Dziękonie, Hornostaje, Kalinówka Kościelna, Kulesze, Mońki, Szpakowo). Przy kolejnej reformie, w roku 1973 utworzono gminę Mońki.

### Historia administracyjna
Gmina zbiorowa Mońki powstała po raz piewszy 1 stycznia 1973 roku w powiecie monieckim w województwie białostockim w związku z reformą administracyjną kraju, która reaktywowała gminy w miejsce dotychczasowych gromad (które funkcjonowały w latach 1954–1972. W skład gminy weszło 41 sołectw, należących dawniej (przed 1954) do:
- gminy Goniądz – 18 sołectw (44%): Dzieżki, Hornostaje, Hornostaje-Osada, Jaśki, Kosiorki, Kulesze, Masie, Mejły, Oliszki, Ołdaki, Pyzy, Rybaki, Sobieski, Świerzbienie, Wojszki, Zblutowo, Zyburty i Żodzie;
- gminy Kalinówka – 13 sołectw (32%): Ciesze, Dudki, Koleśniki, Konopczyn, Kropiwnica, Krzeczkowo, Łupichy, Mońki-Wieś, Potoczyzna, Przytulanka, Rusaki, Sikory i Waśki (a także miasto Mońki);
- gminy Krypno – 2 sołectwa (5%): Boguszewo i Lewonie;
- gminy Trzcianne – 4 sołectwa (10%): Czekołdy, Kołodzież, Zalesie i Znoski;
- miasta Knyszyna – 4 sołectwa (10%): Dziękonie, Kuszyn, Magnusze i Magnusze.

W latach 1975–1998 gmina położona była w województwie białostockim.
1 stycznia 1987 do miasta Mońki włączono wieś Mońki-Wieś z gminy Mońki.
1 stycznia 1992 gminę Mońki połączono z miastem Mońki w jedną gminę miejsko-wiejską.

## Religia

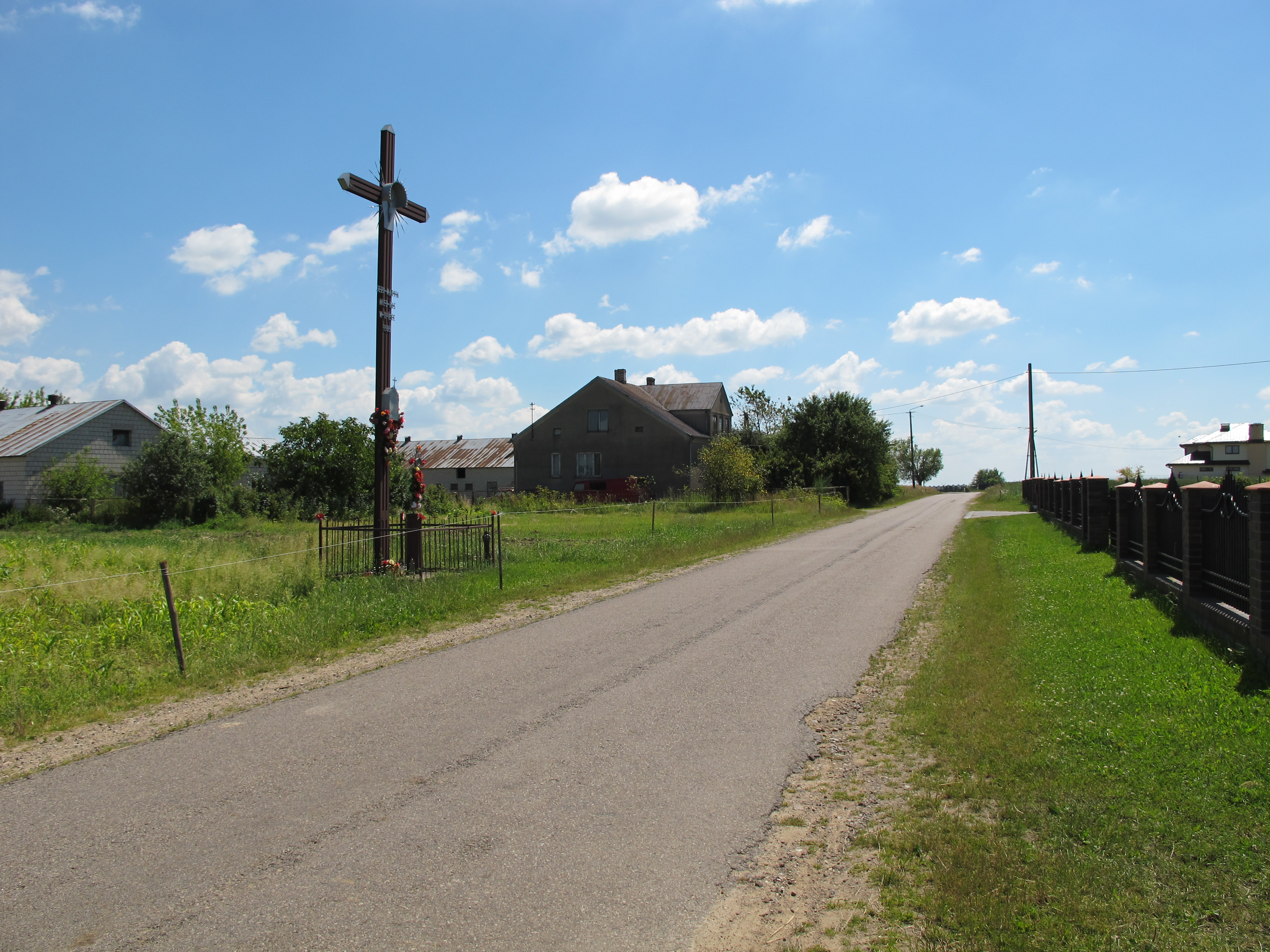
Moniuszeczki

W gminie Mońki znajdują się siedziby trzech parafii Kościoła Rzymskokatolickiego w ramach dekanatu Mońki oraz jedna należąca do dekanatu Knyszyn:
- Dekanat Mońki

Parafia Matki Boskiej Częstochowskiej i św. Kazimierza w Mońkach
Parafia św. Brata Alberta Chmielowskiego w Mońkach
Parafia św. Klary w Kuleszach
- Dekanat Knyszyn

Parafia Najświętszej Maryi Panny Królowej Polski w Boguszewie
W sąsiednim Krypnie znajduje się sanktuarium ze słynącym łaskami obrazem Matki Boskiej.

## Demografia

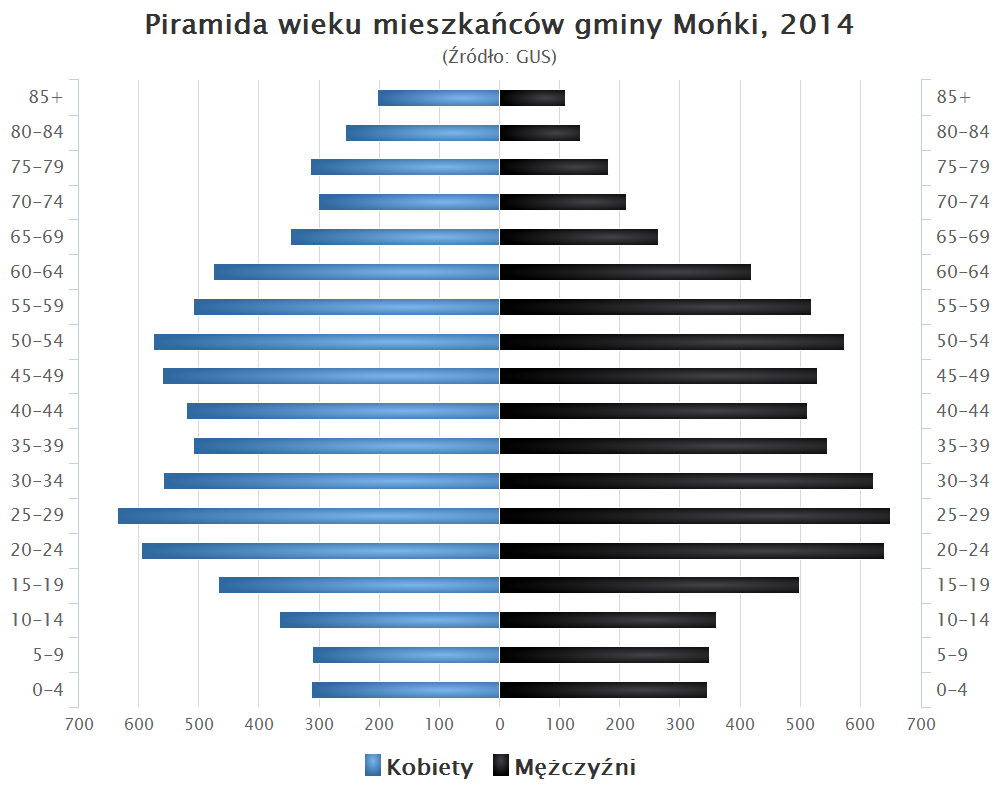
Piramida wieku mieszkańców gminy Mońki w 2014 roku

Dane z 30 czerwca 2004:
| Opis                              | Ogółem | Ogółem | Kobiety | Kobiety | Mężczyźni | Mężczyźni |
| --------------------------------- | ------ | ------ | ------- | ------- | --------- | --------- |
| Jednostka                         | osób   | %      | osób    | %       | osób      | %         |
| Populacja                         | 15 756 | 100    | 7987    | 50,7    | 7769      | 49,3      |
| Gęstość zaludnienia [mieszk./km²] | 97,5   | 97,5   | 49,4    | 49,4    | 48,1      | 48,1      |

## Turystyka

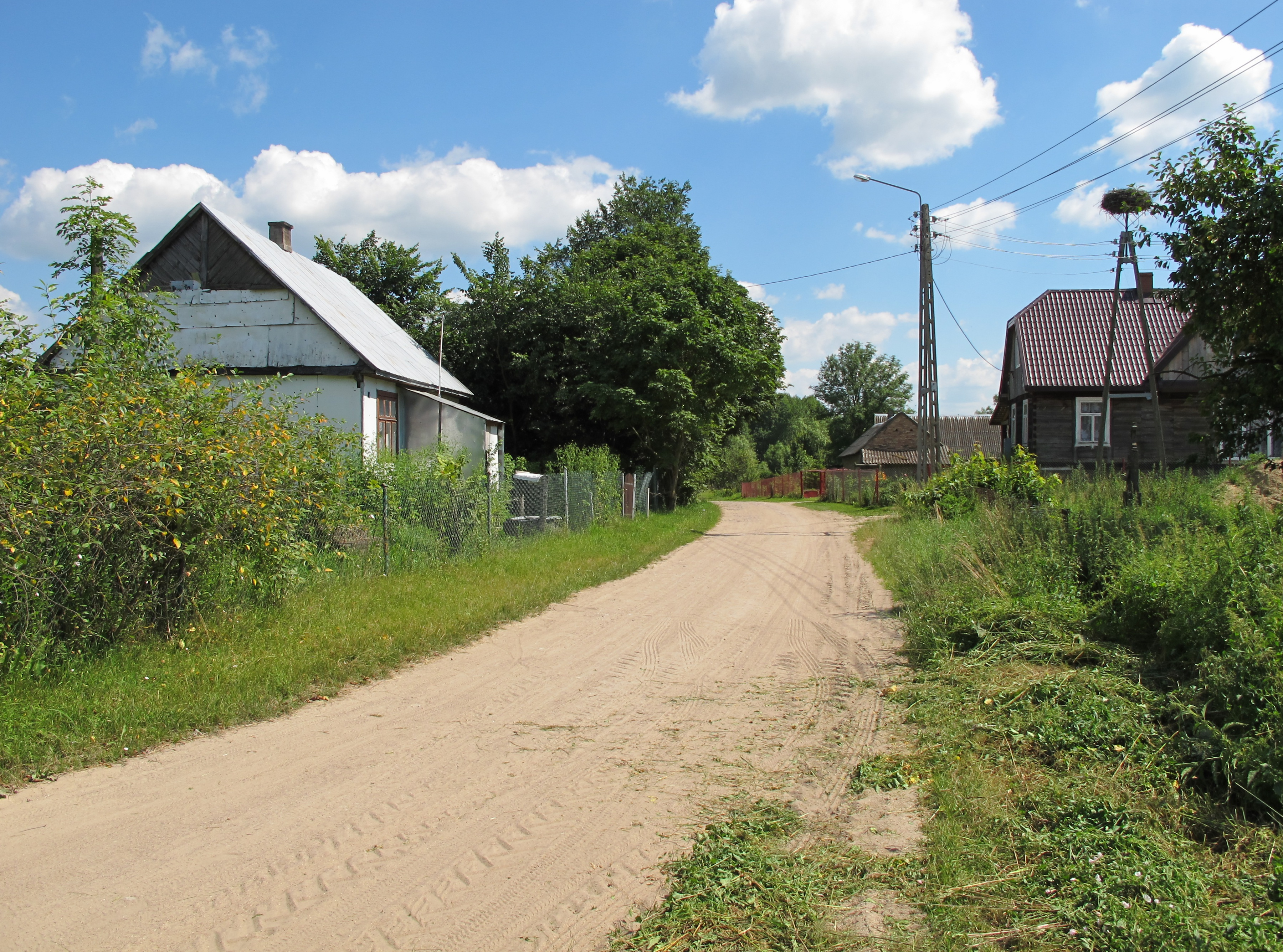
Lewonie

Dla turystyki gminy Mońki najważniejszy jest zlokalizowany w sąsiednich gminach Biebrzański Park Narodowy. W Mońkach istnieją obiekty oferujące noclegi, a w Masiach szkolne schronisko młodzieżowe.

### Zabytki

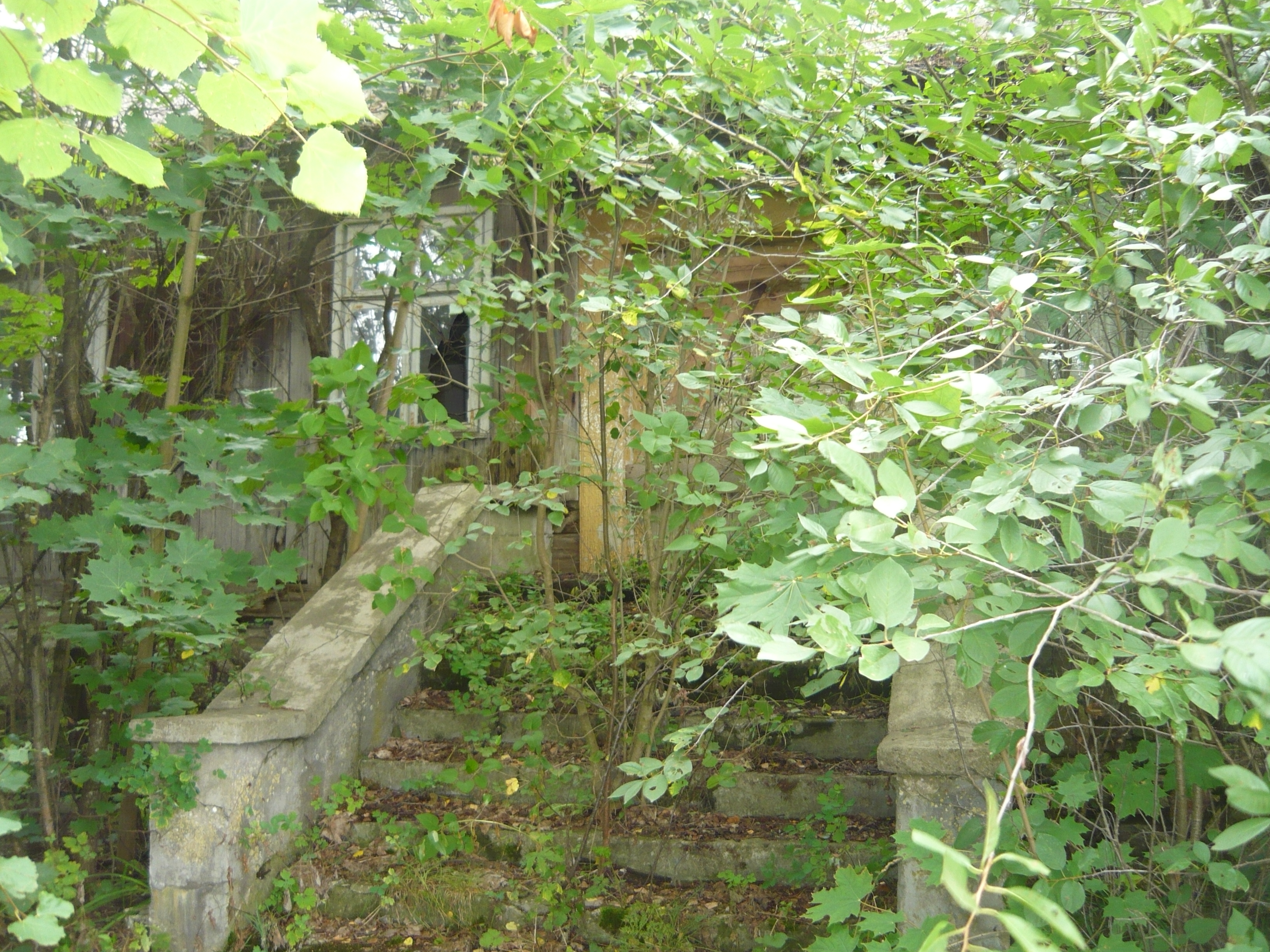
Dwór w Sikorach, wejście

W gminie Mońki znajduje się pięć obiektów zabytkowych wpisanych do rejestru zabytków:
- Kościół Matki Boskiej Częstochowskiej i św. Kazimierza w Mońkach
- Dworzec kolejowy w Mońkach
- Magazyn kolejowy z ok. 1905 r. w Mońkach
- Dwór w Sikorach
- Młyn w Sikorach

## Edukacja i kultura
Głównym ośrodkiem edukacji w gminie są Mońki, gdzie znajdują się publiczne przedszkole, dwie szkoły podstawowe (w tym zespół szkół ze szkołą muzyczną), gimnazjum oraz Zespół Szkół kształcenia średniego. Istnieją także dwie wiejskie szkoły podstawowe – w Kuleszach i Boguszewie.
Moniecki Ośrodek Kultury zajmuje się organizowaniem m.in. imprez kulturalnych.

## Opieka społeczna i zdrowotna
W Mońkach znajduje się szpital powiatowy, a także kilka prywatnych jednostek świadczących usługi opieki zdrowotnej oraz kilka aptek. Tam też zlokalizowany jest dom pomoc społecznej.

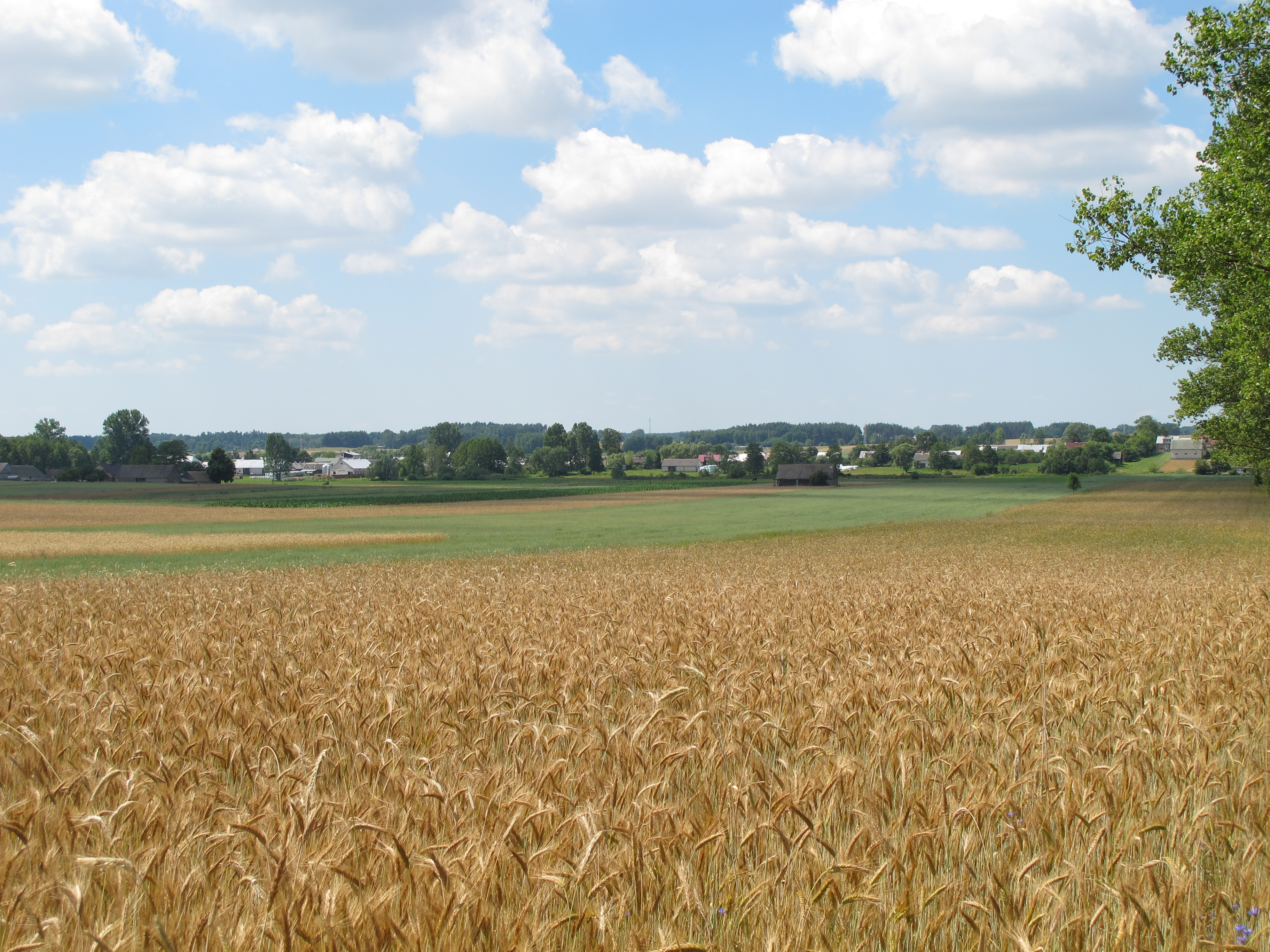
Przytulanka

## Bezpieczeństwo
W Mońkach znajdują się Komenda Powiatowa Policji oraz Komenda Powiatowa Państwowej Straży Pożarnej. W 2009 roku w Zawodach gminnych OSP wzięło udział 5 drużyn OSP – z Moniek, Sikor, Boguszewa, Mejł i Kulesz.

## Sołectwa
Boguszewo, Ciesze, Czekołdy, Dudki, Dudki-Kolonia, Dzieżki, Dziękonie, Hornostaje, Hornostaje-Osada, Jaski, Kiślak, Koleśniki, Kołodzież, Konopczyn, Kosiorki, Kropiwnica, Krzeczkowo, Kuczyn, Kulesze, Lewonie, Łupichy, Magnusze, Masie, Mejły, Moniuszeczki, Oliszki, Ołdaki, Potoczyzna, Przytulanka, Pyzy, Rusaki, Rybaki, Sikory, Sobieski, Świerzbienie, Waśki, Wojszki, Zalesie, Zblutowo, Znoski, Zyburty, Żodzie.

## Sąsiednie gminy
Goniądz, Jaświły, Knyszyn, Krypno, Trzcianne

## Współpraca zagraniczna
Gmina Mońki zawarła umowę o współpracy z urzędem rejonu olickiego na Litwie.